# Calvaire Saint-Michel de Carnac
Pour les articles homonymes, voir Calvaire Saint-Michel.
Le calvaire Saint-Michel est situé à proximité de la chapelle éponyme au sommet du tumulus Saint-Michel, à Carnac dans le Morbihan, en France.

## Historique
Le calvaire date du XVIe siècle et jouxte la chapelle Saint-Michel.
Ce calvaire fait l’objet d’une inscription au titre des monuments historiques depuis le 12 mai 1925.

## Description

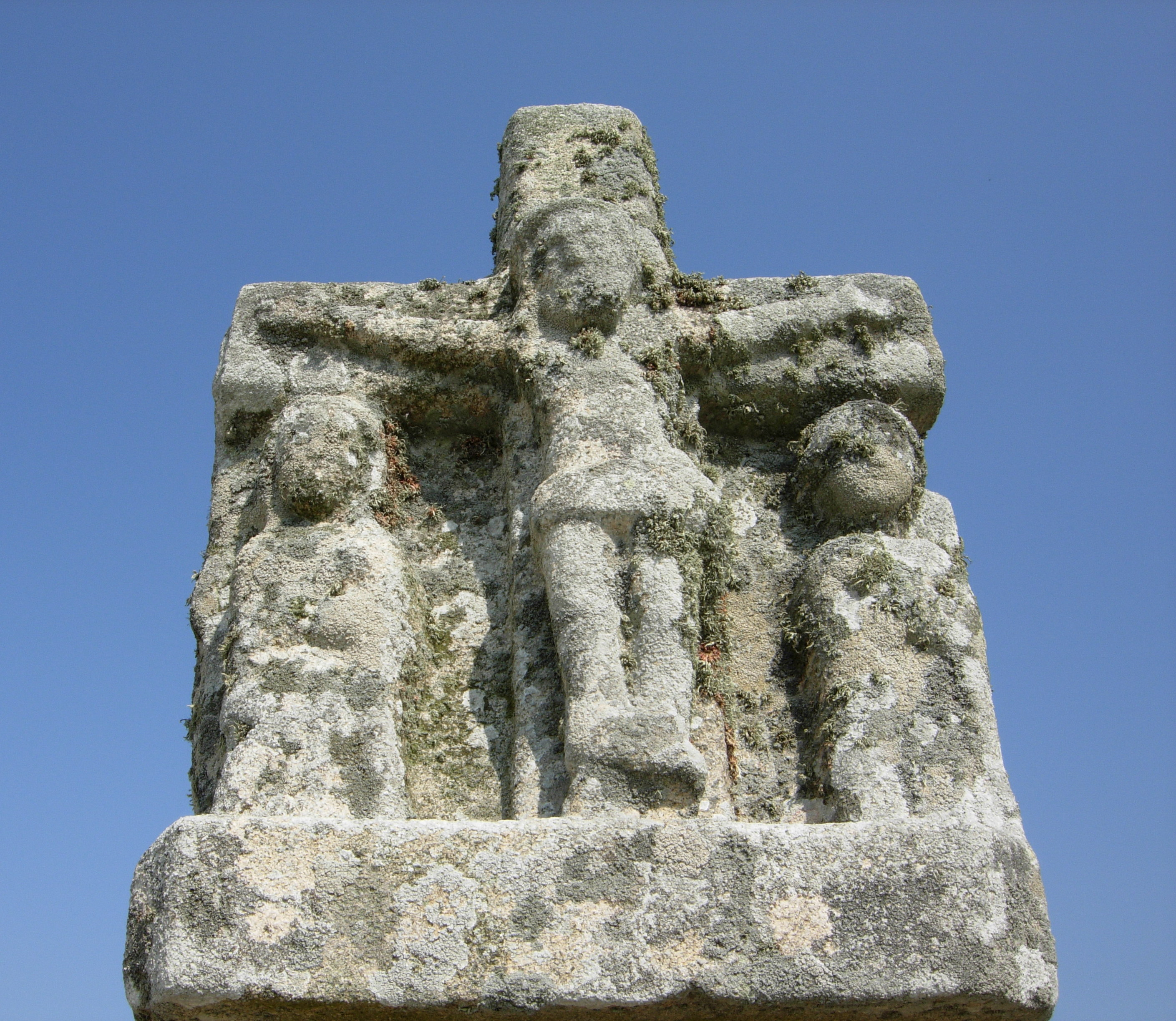
Détail de la scène de Crucifixion.

Une scène de Crucifixion, le Christ entouré de la Vierge et saint Jean, surmonte un fût octogonal. Elle est jugée « grossièrement taillée ».